# Mark Noble
Pour les articles homonymes, voir Noble (homonymie).
Mark Noble, né le 8 mai 1987 à Canning Town, est un footballeur anglais qui évolue au poste de milieu de terrain. Il est surnommé « Mister West Ham » en raison de sa longévité dans le club, pour lequel il a été joueur pendant toute sa carrière, entre 2004 et 2022 (à l'exception de deux prêts à Hull City et Ipswich Town).

## Biographie

### Carrière en club

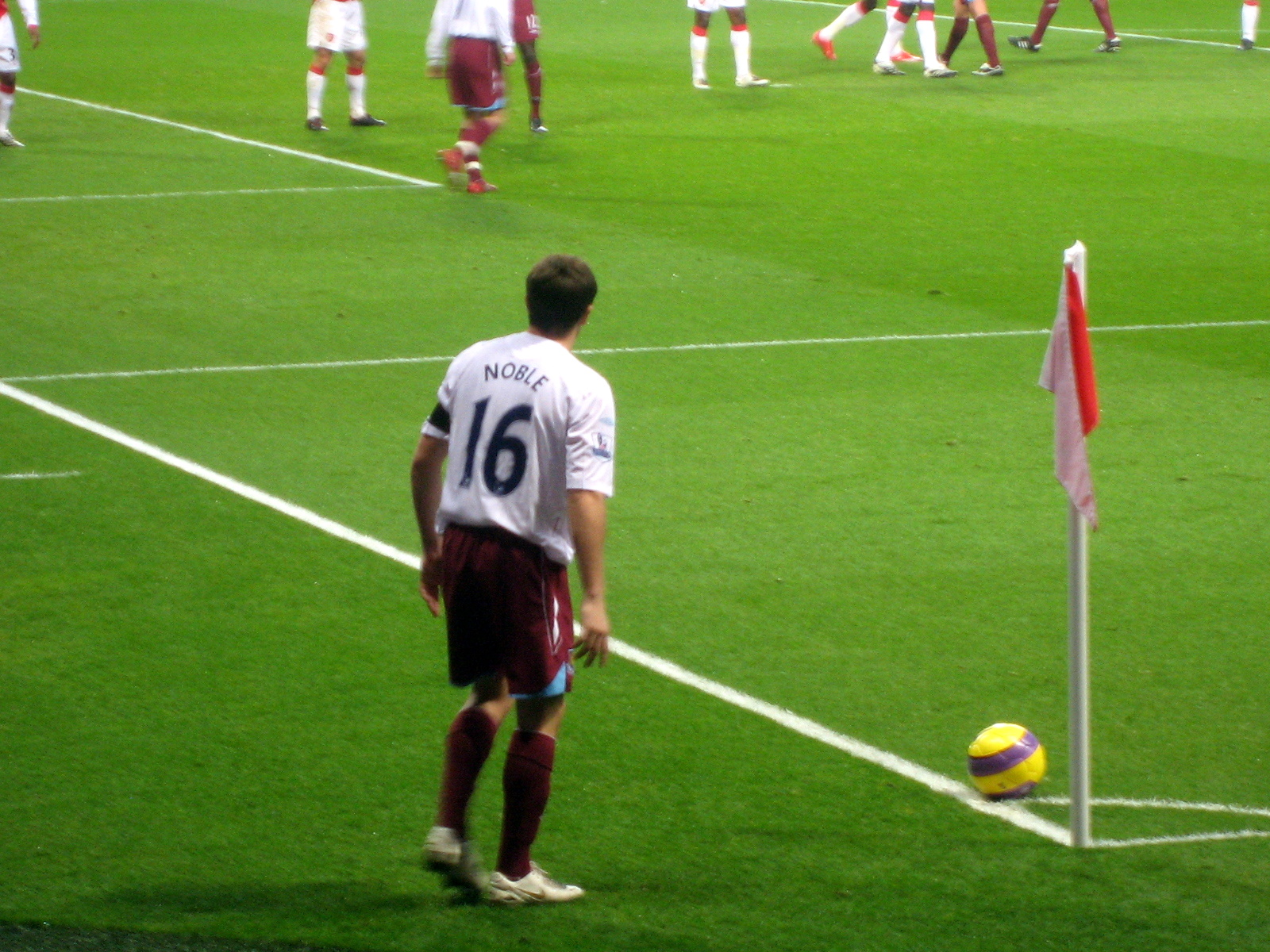
Mark Noble tire un corner à l'Emirates Stadium.

Mark commence sa carrière professionnelle à West Ham United en 2004 à seulement 17 ans. Il réalise la totalité de sa carrière sous le maillot des Hammers à l'exception de l'année 2006, au cours de laquelle il est prêté consécutivement à Hull City puis Ipswich Town pour s'aguerrir. 
Le 8 mars 2021, il prolonge son contrat pour disputer une 18ème saison avec le maillot de West Ham. Cette fidélité au club lui vaut d'ailleurs le surnom de "Mister West Ham".
Il joue son 550e et dernier match pour West Ham le 22 mai 2022 à l'occasion d'une défaite 3-1 contre Brighton lors de la 38e journée de Premier League.

## Distinctions personnelles
West Ham :
- Meilleur jeune de West Ham en 2005
- Membre de l'équipe type de Football League Championship en 2012
- Joueur de l'année de West Ham en 2012 et 2014[2]
- Joueur de West Ham de la décennie 2010-2019[3]